# Skälstickor
Skälstickorna i en vävstol förknippas ofta med en särskild slags sägenomspunnen respekt hos vävaren. Det är inte vilka pinnar som helst, trots att dess funktion är både väsentlig i vissa fall och samtidigt överflödig i vissa lägen.
De är tunnare än bomspröten och avfasade i kanterna samt försedda med hål i båda ändar för att möjliggöra fastknytning i varandra.
Skälstickorna anbringas i varpen när uppsättningen av varpflätan påbörjas. Deras ändamål är att hålla isär trådarna på bredden samt bidra till att skilja på de trådar som löper över skälet och de som löper under skälet, i syfte att därmed underlätta det skäl som behövs vid vävningen. 
Eftersom skälstickorna anbringas i varpflätan innan förskedning måste stickorna byta plats i förhållande till vävskeden vid pådragningen. Förskedning utan skälstickor är näst intill omöjlig att genomföra då man inte kan hålla isär trådarna utan stickorna, utan riskerar att varptrådarna korsar varandra, med följd att väven trasslar och varptrådar går av. 
Även solvningen underlättas av att skälstickorna finns kvar, men i det läget är varpen pådragen på varpbommen och det är något enklare att identifiera vilken tråd som står i tur att solvas.
Som regel behålls sedan skälstickorna just för att underlätta det skäl som är grunden i vävningen, att vissa trådar höjs och andra sänks. Men när man närmar sig den allra sista biten av varpen kan det vara nödvändigt att helt ta bort skälstickorna för att ens få till ett skäl. Vilket således talar för att skälstickorna egentligen inte alls behövs för att åstadkomma skälet. Men därom tvistar vävare än idag!
|  |

Skälstickorna förankras med fördel till den bakre bommen med gummiband eller liknande för att förhindra att de flyttas framåt när varpen dras fram,